# Constantin Dimitrescu
Constantin Dimitrescu (Pe 7 martie 1847, Blejoi, județul Prahova – d. 9 mai 1928, București) a fost un compozitor, violoncelist și profesor român.
El a scris piese pentru violoncel și pian, cvartete pentru coarde, concerte pentru violoncel și muzică de scenă. Creația sa se caracterizează prin unele intonații folclorice și prin melodicitate. Dimitrescu a fost unul dintre principalii promotori ai muzicii de cameră din România, adaptată pentru vioară.

## Biografie
Născut în comuna Blejoi, din regiunea Ploiești, Constantin Dimitrescu s-a mutat în București încă din copilărie. Aici a cântat în corul bisericii „Curtea veche” și a luat lecții de violoncel cu compozitorul Alexandru Flechtenmacher, viitorul director al Conservatorului din București.
Între anii 1864 – 1867 a studiat la Conservatorul de Muzică și Declamațiune din București (astăzi Universitatea Națională de Muzică). A făcut parte din prima generație de studenți ai Conservatorului, care fusese înființat chiar în anul 1864. În această perioadă, Dimitrescu a continuat studiul violoncelului cu Alexandru Flechtenmacher și cu Joseph Neudörfler.
După absolvirea studiilor, a plecat cu o bursă de stat la Viena, unde a lucrat cu profesorul Carl Schelsinger pentru a-și perfecționa tehnica de interpretare la violoncel. Timp de un an, între 1869 –1870, a studiat violoncelul și la Paris, cu compozitorul și violoncelistul Auguste Franchomme.
La revenirea în țară, Constantin Dimitrescu a avut ocupații multiple, fiind simultan violoncelist, compozitor, dirijor și profesor.
A fost violoncelist la Orchestra Teatrului Național din București (1870 – 1893), dirijor (1893 – 1900), violoncelist în Orchestra Societǎții „Filarmonica Românǎ” (azi Filarmonica „George Enescu” din București)(1870 – 1904) și profesor la Conservator (1873 – 1916).
În 1880, a înființat prima formație românească de cvartet de coarde, cu statut permanent. A fost primul compozitor român care a scris cvartete de coarde și concerte instrumentale.
În anul 1898 a fost recompensat cu o medalie la un concurs internațional de compoziție, care a avut loc în Catania.

## Compoziții

### Muzică de operă și operetă
- Sergentul Cartuș, operetă în două acte, pe un libret de Ion Apostolescu (1895)
- Nini, operă comică pe un libret de Dimitrie Ionescu Zane (1897)
- Sânziana și Pepelea, feerie în cinci acte pe un libret de Vasile Alecsandri (1899)

### Muzică simfonică
- Concertul nr. 1 pentru violoncel și orchestră în la major, op.45
- Concertul nr. 2 pentru violoncel și orchestră în si minor
- Concertul nr. 3 pentru violoncel și orchestră în re minor

### Muzică instrumentală și de cameră
- Dans țărănesc, op. 15, pentru violoncel și pian (1891)
- Serenada pentru violoncel și pian, op. 9
- Cvartet de coarde nr. 1 în Sol major, op. 21 (1883)
- Cvartet de coarde nr. 2 în Re minor, op. 26
- Cvartet de coarde nr. 3 în Si bemol major, op. 33
- Cvartet de coarde nr. 4 în Sol minor, op. 38
- Cvartet de coarde nr. 5 în Fa major, op. 42
- Cvartet de coarde nr. 6 în Mi minor, op. 44
- Cvartetul de coarde nr. 7 în La minor (1923)